# Bảo hiểm như một hình thức quy định
Một số thị trường bảo hiểm thực tế đóng vai trò như một hình thức quy định, do các công ty bảo hiểm khuyến khích hoặc yêu cầu thực hiện một số biện pháp nhất định để được cấp bảo hiểm. Dù nhiều nhà kinh tế cho rằng bảo hiểm có thể phần nào giảm thiểu rủi ro đạo đức, vẫn có tranh luận về mức độ mà bảo hiểm có thể thay thế quy định của chính phủ trong việc giảm thiểu rủi ro.  Một ví dụ là các công ty bảo hiểm an ninh mạng hợp tác với khách hàng để tăng cường bảo mật và giảm nguy cơ bị tấn công mạng hoặc rò rỉ dữ liệu.